# Garrigues-Sainte-Eulalie
Garrigues-Sainte-Eulalie est une commune française située dans le centre du département du Gard, en région Occitanie.
Exposée à un climat méditerranéen, elle est drainée par le Bourdic, Valat de Gouloubert et par divers autres petits cours d'eau. Incluse dans les gorges du Gardon, la commune possède un patrimoine naturel remarquable composé d'une zone naturelle d'intérêt écologique, faunistique et floristique.
Garrigues-Sainte-Eulalie est une commune rurale qui compte 762 habitants en 2022, après avoir connu une forte hausse de la population depuis 1962. Elle fait partie de l'aire d'attraction de Nîmes. Ses habitants sont appelés les Garrigois et Garrigoises.

## Géographie

### Climat
Pour des articles plus généraux, voir Climat de l'Occitanie et Climat du Gard.
En 2010, le climat de la commune est de type climat méditerranéen franc, selon une étude s'appuyant sur une série de données couvrant la période 1971-2000. En 2020, Météo-France publie une typologie des climats de la France métropolitaine dans laquelle la commune est exposée à un climat méditerranéen et est dans la région climatique Provence, Languedoc-Roussillon, caractérisée par une pluviométrie faible en été, un très bon ensoleillement (2 600 h/an), un été chaud (21,5 °C), un air très sec en été, sec en toutes saisons, des vents forts (fréquence de 40 à 50 % de vents > 5 m/s) et peu de brouillards.
Pour la période 1971-2000, la température annuelle moyenne est de 13,9 °C, avec une amplitude thermique annuelle de 17,8 °C. Le cumul annuel moyen de précipitations est de 816 mm, avec 6,4 jours de précipitations en janvier et 3 jours en juillet. Pour la période 1991-2020, la température moyenne annuelle observée sur la station météorologique la plus proche, située sur la commune de La Rouvière à 9 km à vol d'oiseau, est de 14,5 °C et le cumul annuel moyen de précipitations est de 914,4 mm,. Pour l'avenir, les paramètres climatiques de la commune estimés pour 2050 selon différents scénarios d’émission de gaz à effet de serre sont consultables sur un site dédié publié par Météo-France en novembre 2022.

### Milieux naturels et biodiversité

#### Espaces protégés
La protection réglementaire est le mode d’intervention le plus fort pour préserver des espaces naturels remarquables et leur biodiversité associée,.
La commune fait également partie des gorges du Gardon, un territoire  reconnu réserve de biosphère par l'UNESCO en 2015 pour l'importante biodiversité qui la caractérise, mariant garrigues, plaines agricoles et yeuseraies,.

#### Zones naturelles d'intérêt écologique, faunistique et floristique

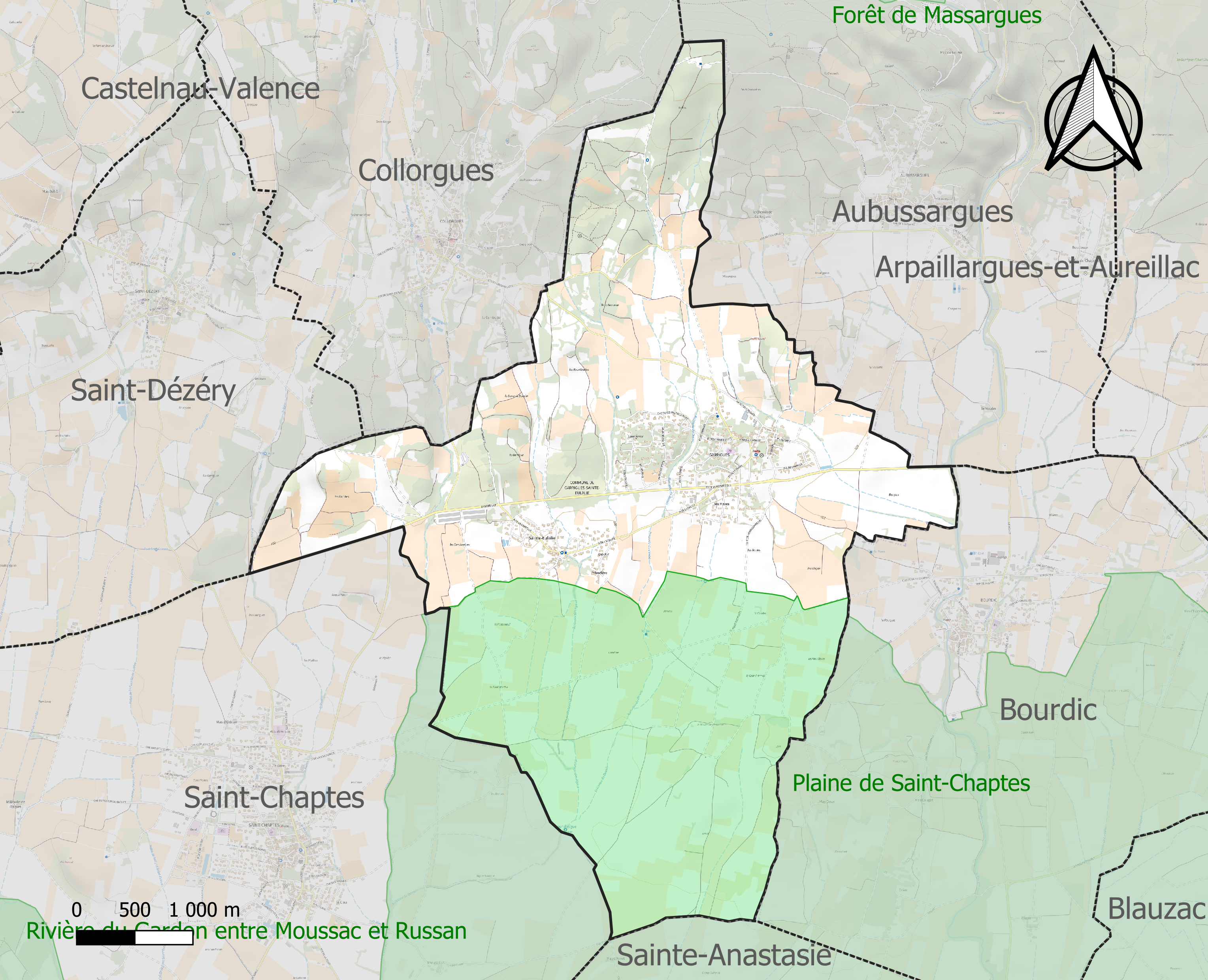
Carte de la ZNIEFF de type 1 localisée sur la commune.

L’inventaire des zones naturelles d'intérêt écologique, faunistique et floristique (ZNIEFF) a pour objectif de réaliser une couverture des zones les plus intéressantes sur le plan écologique, essentiellement dans la perspective d’améliorer la connaissance du patrimoine naturel national et de fournir aux différents décideurs un outil d’aide à la prise en compte de l’environnement dans l’aménagement du territoire.
Une ZNIEFF de type 1 est recensée sur la commune :
la « plaine de Saint-Chaptes » (2 279 ha), couvrant 5 communes du département.

## Urbanisme

### Typologie
Au 1er janvier 2024, Garrigues-Sainte-Eulalie est catégorisée bourg rural, selon la nouvelle grille communale de densité à sept niveaux définie par l'Insee en 2022.
Elle est située hors unité urbaine. Par ailleurs la commune fait partie de l'aire d'attraction de Nîmes, dont elle est une commune de la couronne,. Cette aire, qui regroupe 92 communes, est catégorisée dans les aires de 200 000 à moins de 700 000 habitants,.

### Occupation des sols
L'occupation des sols de la commune, telle qu'elle ressort de la base de données européenne d’occupation biophysique des sols Corine Land Cover (CLC), est marquée par l'importance des territoires agricoles (81,8 % en 2018), en diminution par rapport à 1990 (84,4 %). La répartition détaillée en 2018 est la suivante : 
cultures permanentes (56,2 %), terres arables (20,5 %), milieux à végétation arbustive et/ou herbacée (9,9 %), zones urbanisées (5,9 %), zones agricoles hétérogènes (5,1 %), forêts (2,3 %). L'évolution de l’occupation des sols de la commune et de ses infrastructures peut être observée sur les différentes représentations cartographiques du territoire : la carte de Cassini (XVIIIe siècle), la carte d'état-major (1820-1866) et les cartes ou photos aériennes de l'IGN pour la période actuelle (1950 à aujourd'hui).

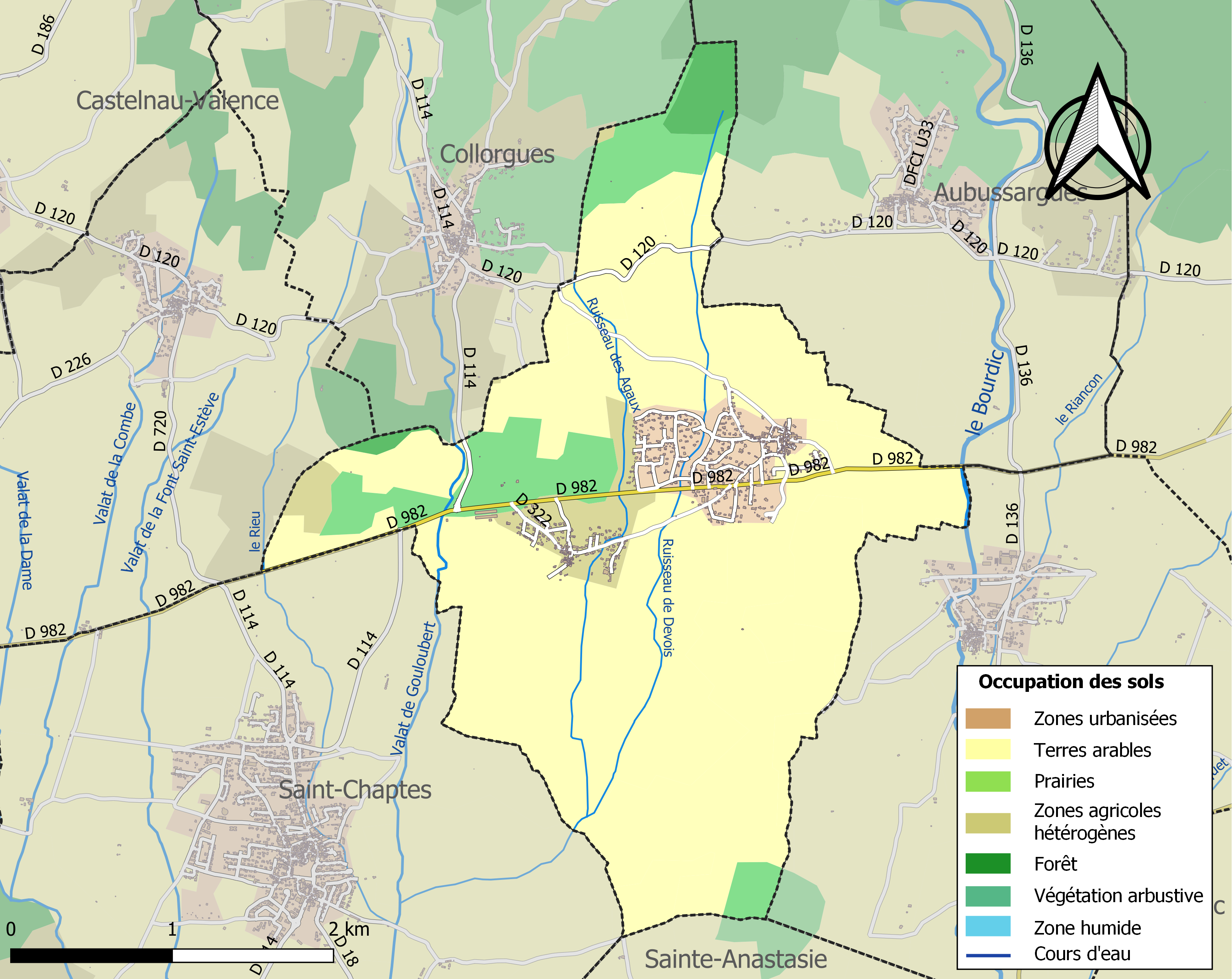
Carte des infrastructures et de l'occupation des sols de la commune en 2018 (CLC).

### Risques majeurs
Le territoire de la commune de Garrigues-Sainte-Eulalie est vulnérable à différents aléas naturels : météorologiques (tempête, orage, neige, grand froid, canicule ou sécheresse), inondations, feux de forêts et séisme (sismicité faible). Il est également exposé à un risque technologique, le transport de matières dangereuses. Un site publié par le BRGM permet d'évaluer simplement et rapidement les risques d'un bien localisé soit par son adresse soit par le numéro de sa parcelle.

#### Risques naturels
Certaines parties du territoire communal sont susceptibles d’être affectées par le risque d’inondation par débordement de cours d'eau et par une crue torrentielle ou à montée rapide de cours d'eau, notamment le Bourdic. La commune a été reconnue en état de catastrophe naturelle au titre des dommages causés par les inondations et coulées de boue survenues en 1982, 1983, 1990, 1994, 1998, 2002, 2005 et 2014,.

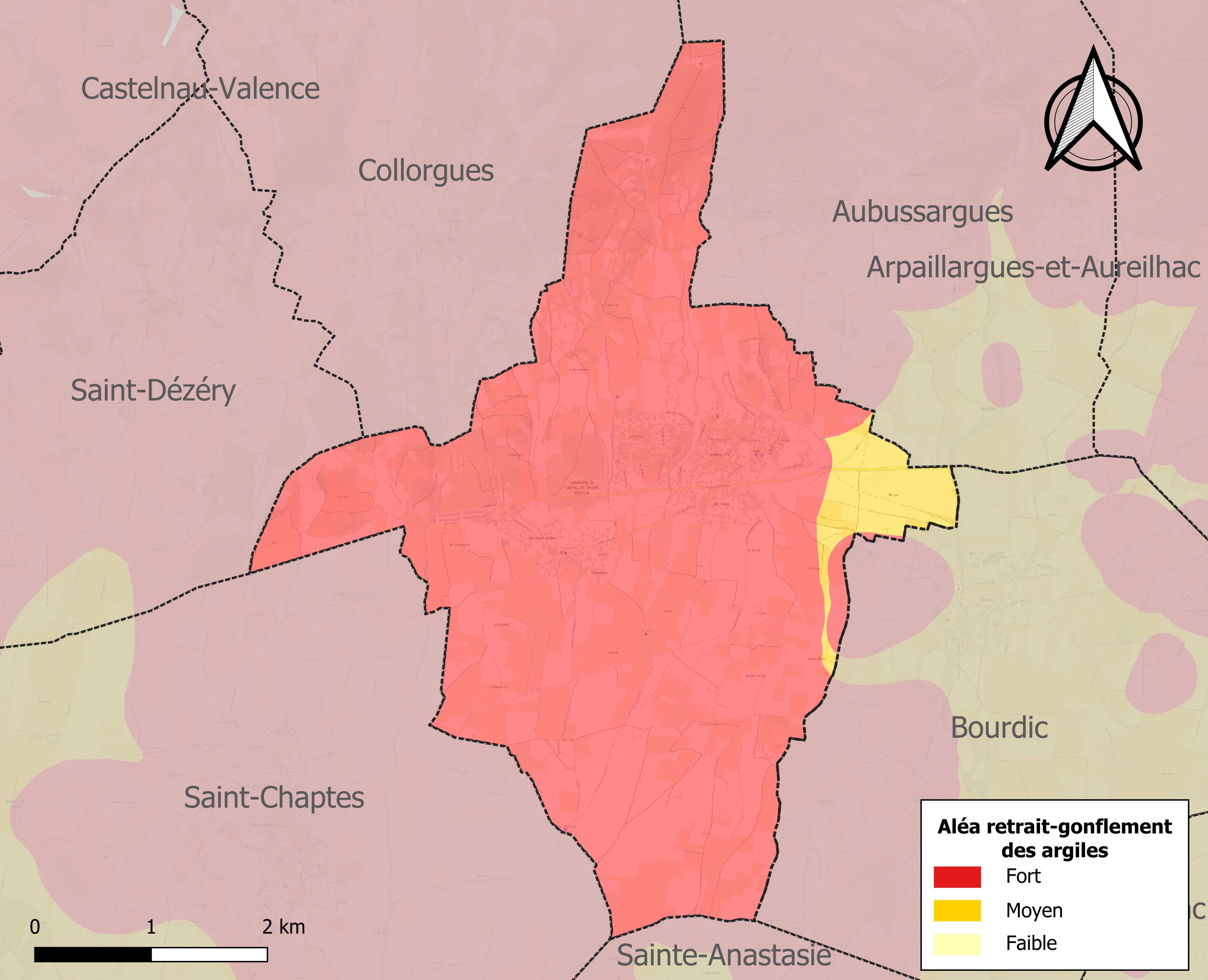
Carte des zones d'aléa retrait-gonflement des sols argileux de Garrigues-Sainte-Eulalie.

Le retrait-gonflement des sols argileux est susceptible d'engendrer des dommages importants aux bâtiments en cas d’alternance de périodes de sécheresse et de pluie. La totalité de la commune est en aléa moyen ou fort (67,5 % au niveau départemental et 48,5 % au niveau national). Sur les 401 bâtiments dénombrés sur la commune en 2019, 401 sont en aléa moyen ou fort, soit 100 %, à comparer aux 90 % au niveau départemental et 54 % au niveau national. Une cartographie de l'exposition du territoire national au retrait gonflement des sols argileux est disponible sur le site du BRGM,.
Par ailleurs, afin de mieux appréhender le risque d’affaissement de terrain, l'inventaire national des cavités souterraines permet de localiser celles situées sur la commune.
Concernant les mouvements de terrains, la commune a été reconnue en état de catastrophe naturelle au titre des dommages causés par la sécheresse en 2017 et 2019 et par des mouvements de terrain en 1983.

#### Risques technologiques
Le risque de transport de matières dangereuses sur la commune est lié à sa traversée par des infrastructures routières ou ferroviaires importantes ou la présence d'une canalisation de transport d'hydrocarbures. Un accident se produisant sur de telles infrastructures est en effet susceptible d’avoir des effets graves au bâti ou aux personnes jusqu’à 350 m, selon la nature du matériau transporté. Des dispositions d’urbanisme peuvent être préconisées en conséquence.

## Toponymie
Occitan Garrigo, du roman garriga, guarriga, du bas latin garrica, garica, jarrigia, jarria : garrigue.
Racine occitane garric, du roman garric, guarric, garrig.
Ses habitants sont appelés les Garrigois et Garrigoises.

## Histoire

### Moyen Âge
Garrigues est mentionné en 1179 sous le vocable de Garricæ dans le cartualaire de l'abbaye de Franquevaux
Sainte-Eulalie est répertorié par Locus de Sancta-Olha en 1384 dans le dénombrement de la sénéchaussée.

### Époque moderne
Le village de Garrigues est cité par Jean-Baptiste l'Ouvreleul dans son Histoire du Fanatisme renouvelé. Pendant la Guerre des Camisards, Garrigues est incendié par les milices civiles catholiques des Cadets de la Croix. (Tome III, p. 245).

### Révolution française et Empire
Le village de Sainte-Eulalie porte provisoirement, au cours de la Révolution française, le nom de Canteperdrix,.

### Époque contemporaine
La commune actuelle est le fruit de la fusion, en 1814, des deux communes voisines de Garrigues et de Sainte-Eulalie,, peuplées respectivement, au recensement de 1806, de 192 et de 50 habitants.
Lion Feuchtwanger était interné dans un camp des Garrigues-Saint-Nicolas ou encore camp de Saint-Nicolas-des-Garrigues en 1940, situé à Sainte-Anastasie.

## Politique et administration

### Rattachements électoraux
Pour l'élection des députés, elle fait partie de la quatrième circonscription du Gard.

### Liste des maires
| Période                                  | Période  | Identité          | Étiquette | Qualité       |
| ---------------------------------------- | -------- | ----------------- | --------- | ------------- |
| mars 2008                                | 2014     | Daniel Viala      | DVG       |               |
| mars 2014                                | En cours | Didier Kielpinski | EELV      | Fonctionnaire |
| Les données manquantes sont à compléter. |          |                   |           |               |

## Population et société

### Démographie
L'évolution du nombre d'habitants est connue à travers les recensements de la population effectués dans la commune depuis 1793. Pour les communes de moins de 10 000 habitants, une enquête de recensement portant sur toute la population est réalisée tous les cinq ans, les populations de référence des années intermédiaires étant quant à elles estimées par interpolation ou extrapolation. Pour la commune, le premier recensement exhaustif entrant dans le cadre du nouveau dispositif a été réalisé en 2007.

En 2022, la commune comptait 762 habitants, en évolution de +3,11 % par rapport à 2016 (Gard : +2,97 %, France hors Mayotte : +2,11 %).
| 1793 | 1800 | 1806 | 1821 | 1831 | 1836 | 1841 | 1846 | 1851 |
| ---- | ---- | ---- | ---- | ---- | ---- | ---- | ---- | ---- |
| 201  | 154  | 192  | 306  | 323  | 324  | 406  | 415  | 406  |

| 1856 | 1861 | 1866 | 1872 | 1876 | 1881 | 1886 | 1891 | 1896 |
| ---- | ---- | ---- | ---- | ---- | ---- | ---- | ---- | ---- |
| 387  | 355  | 364  | 366  | 345  | 267  | 269  | 262  | 284  |

| 1901 | 1906 | 1911 | 1921 | 1926 | 1931 | 1936 | 1946 | 1954 |
| ---- | ---- | ---- | ---- | ---- | ---- | ---- | ---- | ---- |
| 264  | 285  | 285  | 217  | 229  | 227  | 203  | 210  | 183  |

| 1962 | 1968 | 1975 | 1982 | 1990 | 1999 | 2006 | 2007 | 2012 |
| ---- | ---- | ---- | ---- | ---- | ---- | ---- | ---- | ---- |
| 228  | 253  | 281  | 304  | 388  | 516  | 690  | 715  | 764  |

| 2017 | 2022 | - | - | - | - | - | - | - |
| ---- | ---- | - | - | - | - | - | - | - |
| 731  | 762  | - | - | - | - | - | - | - |

Avant la fusion en 1814 avec Garrigues, la population de Sainte-Eulalie était: 87 en 1793, 85 en 1800, 50 en 1806.

## Économie

### Revenus
En 2018  (données Insee publiées en septembre 2021), la commune compte 292 ménages fiscaux, regroupant 710 personnes. La médiane du revenu disponible par unité de consommation est de 23 490 € (20 020 € dans le département).

### Emploi
|                | 2008   | 2013  | 2018   |
| -------------- | ------ | ----- | ------ |
| Commune        | 5,4 %  | 7,1 % | 10,5 % |
| Département    | 10,6 % | 12 %  | 12 %   |
| France entière | 8,3 %  | 10 %  | 10 %   |

En 2018, la population âgée de 15 à 64 ans s'élève à 447 personnes, parmi lesquelles on compte 77 % d'actifs (66,5 % ayant un emploi et 10,5 % de chômeurs) et 23 % d'inactifs,. En  2018, le taux de chômage communal (au sens du recensement) des 15-64 ans est inférieur à celui du département, mais supérieur à celui de la France, alors qu'en 2008 il était inférieur à celui de la France.
La commune fait partie de la couronne de l'aire d'attraction de Nîmes, du fait qu'au moins 15 % des actifs travaillent dans le pôle,. Elle compte 110 emplois en 2018, contre 108 en 2013 et 84 en 2008. Le nombre d'actifs ayant un emploi résidant dans la commune est de 301, soit un indicateur de concentration d'emploi de 36,4 % et un taux d'activité parmi les 15 ans ou plus de 58,5 %.
Sur ces 301 actifs de 15 ans ou plus ayant un emploi, 83 travaillent dans la commune, soit 28 % des habitants. Pour se rendre au travail, 91,4 % des habitants utilisent un véhicule personnel ou de fonction à quatre roues, 0,7 % les transports en commun, 2 % s'y rendent en deux-roues, à vélo ou à pied et 6 % n'ont pas besoin de transport (travail au domicile).

### Activités hors agriculture

#### Secteurs d'activités
Soixante-six établissements sont implantés  à Garrigues-Sainte-Eulalie au 31 décembre 2019. Le tableau ci-dessous en détaille le nombre par secteur d'activité et compare les ratios avec ceux du département,.
| Secteur d'activité                                                                                        | Commune | Commune | Département |
| Secteur d'activité                                                                                        | Nombre  | %       | %           |
| --- | ------- | ------- | ----------- |
| Ensemble                                                                                                  | 66      | 100 %   | (100 %)     |
| Industrie manufacturière, industries extractives et autres                                                | 7       | 10,6 %  | (7,9 %)     |
| Construction                                                                                              | 16      | 24,2 %  | (15,5 %)    |
| Commerce de gros et de détail, transports, hébergement et restauration                                    | 18      | 27,3 %  | (30 %)      |
| Information et communication                                                                              | 1       | 1,5 %   | (2,2 %)     |
| Activités financières et d'assurance                                                                      | 3       | 4,5 %   | (3 %)       |
| Activités immobilières                                                                                    | 2       | 3 %     | (4,1 %)     |
| Activités spécialisées, scientifiques et techniques et activités de services administratifs et de soutien | 9       | 13,6 %  | (14,9 %)    |
| Administration publique, enseignement, santé humaine et action sociale                                    | 6       | 9,1 %   | (13,5 %)    |
| Autres activités de services                                                                              | 4       | 6,1 %   | (8,8 %)     |

Le secteur du commerce de gros et de détail, des transports, de l'hébergement et de la restauration est prépondérant sur la commune puisqu'il représente 27,3 % du nombre total d'établissements de la commune (18 sur les 66 entreprises implantées  à Garrigues-Sainte-Eulalie), contre 30 % au niveau départemental.

#### Entreprises et commerces
Les trois entreprises ayant leur siège social sur le territoire communal qui génèrent le plus de chiffre d'affaires en 2020 sont : 
- exploitation de l'entreprise Galizzi - Seeg, travaux de terrassement courants et travaux préparatoires (1 205 k€) ;
- Grain de Chaux, autres travaux spécialisés de construction (92 k€) ;
- ateliers Perdreau, travaux de menuiserie bois et PVC (40 k€).

### Agriculture
La commune est dans les Garrigues, une petite région agricole occupant le centre du département du Gard. En 2020, l'orientation technico-économique de l'agriculture  sur la commune est la viticulture.
|               | 1988 | 2000 | 2010 | 2020 |
| ------------- | ---- | ---- | ---- | ---- |
| Exploitations | 28   | 29   | 18   | 16   |
| SAU (ha)      | 942  | 848  | 785  | 780  |

Le nombre d'exploitations agricoles en activité et ayant leur siège dans la commune est passé de 28 lors du recensement agricole de 1988  à 29 en 2000 puis à 18 en 2010 et enfin à 16 en 2020, soit une baisse de 43 % en 32 ans. Le même mouvement est observé à l'échelle du département qui a perdu pendant cette période 61 % de ses exploitations,. La surface agricole utilisée sur la commune a également diminué, passant de 942 ha en 1988 à 780 ha en 2020. Parallèlement la surface agricole utilisée moyenne par exploitation a augmenté, passant de 34 à 49 ha.

## Culture locale et patrimoine

### Édifices civils
- Le domaine de Privadière[34] à Sainte Eulalie. Ce domaine composé de plusieurs mas appartient au début du XVIIe siècle à Maurice de Brueys, sieur de Privadière. En 1637, il passe à Nicolas de Brueys, puis à Jacques de Brueys et à son épouse Olympe de Restaurand. Il est ensuite vendu à Jean Combiès, habitant de Saint Chaptes. Ce dernier modifie son nom en Descombiès, puis Descombiès de Privadière. Au XVIIIe siècle, les Descombiès, qui habitent Uzès, vont agrandir le domaine et les bâtiments et vont conserver l'entière propriété. En 1788, le mas passe à Marie Charlotte Descombiès de Privadière, puis à son mari, sur le cadastre de 1811, Jean Antoine Pomme, arlésien, dont le père Pierre Pomme, médecin du Roi, fût maire d'Arles, en 1795.
- Colombier de la Garriguette. Il appartient en 1662 à Jacques de Brueys, sieur de Privadière. Il couvre alors 6 canes, 4 pans de couvert (25m²) et est entouré d'une terre d'une salmée 1 eimine.       ( 7000 m²)

En 1688, il passe à Louis Bellot, notaire, puis en 1703, à M Descombiès, sieur de Privadière. En 1812, le colombier appartient à Jean-Antoine Pomme, citoyen d'Arles.

### Édifices religieux
- Église Saint-Michel-et-Sainte-Eulalie de Garrigues.
- Chapelle Sainte-Eulalie de Sainte-Eulalie.
- Temple protestant de Garrigues-Sainte-Eulalie.

### Patrimoine culturel
La mairie de Garrigues conserve  2 compoix (anciens cadastres) datés de 1662.

## Héraldique
| Blason de Garrigues-Sainte-Eulalie | Blason  | De sable au pal losangé d'or et de gueules.      |
| Blason de Garrigues-Sainte-Eulalie | Détails | Le statut officiel du blason reste à déterminer. |